# Stella Jongmans
Stella Helena Jongmans (Voorburg, 17 mei 1971) is een Nederlandse oud-atlete, die zich had toegelegd op de 800 m en 1500 m. Ze won 21 nationale titels en deed tweemaal mee aan de Olympische Spelen.

## Biografie

### Junioren
Jongmans speelde eerst handbal en begon pas aan atletiek te doen, toen haar vader startte met hardlopen. Tot haar vijftiende combineerde ze beide sporten en werd ze getraind door Theo Sybrandy. Haar eerste internationale succes behaalde ze in 1989 in de Kroatische stad Varaždin. Toen won ze op de 800 m een bronzen medaille op de Europese indoorkampioenschappen voor junioren. Ze finishte in 2.04,16 achter de Oost-Duitse Birte Bruhns en de Roemeense Denise Zavelca.
In 1991 stapte ze in goed overleg over naar haar nieuwe trainer Haico Scharn.

### Bekendheid en Spelen van Barcelona
Jongmans verbeterde in 1992 na intensieve training het Nederlands indoorrecord op de 800 m van 2.02,88, sinds 1981 op naam van Elly van Hulst, in Gent tot 2.02,48. Hiermee kwalificeerde ze zich voor de EK indoor, dat eind februari in het Italiaanse Genua werd gehouden. Op de Nederlandse indoorkampioenschappen dat jaar had ze geen antwoord op de versnelling van de Surinaamse Letitia Vriesde, die in 2.01,82 finishte en hiermee de Nederlandse titel pakte. Ze was sneller dan het record dat Jongmans eerder dat jaar liep, maar Vriesde kon vanwege haar nationaliteit en de regels van de KNAU geen Nederlands record lopen.
Die zomer verbeterde Jongmans op 21-jarige leeftijd na een half jaar trainen met Haico Scharn plotseling haar persoonlijk beste outdoortijd op de 800 m van 2.03,43 uit 1991 in een tijd van 1.58,61. Plaats van handeling: de APM Games in Hengelo, waar Ellen van Langen de wedstrijd in de Nederlandse recordtijd van 1.56,68 won en daarbij haar concurrentes in haar kielzog naar uitstekende tijden meesleepte, onder wie Jongmans, die hiermee aan de olympische limiet voldeed. Later zou ze nooit meer sneller zijn op deze afstand. "Het was de eerste keer dat ik echt doodging, dat ik moest kotsen na een wedstrijd. Ik ben niet iemand die zo diep kan gaan als Ester Goossens." Jongmans won later dat jaar het Nederlands kampioenschap op de 1500 m. Vlak voor de Spelen liep ze nog naar een zevende plek (2.02,39) bij de Grand Prix wedstrijden in Nice.
In Barcelona stelde Jongmans bij haar olympische debuut vervolgens teleur. Ze sneuvelde in de kwalificatieronde met een vijfde plaats (2.02,26). Ellen van Langen en Letitia Vriesde behaalden hier wel de halve finale, waarna Van Langen olympisch kampioene werd met een tijd van 1.55,54. Achteraf op deze ervaring terugkijkend vond Jongmans dat zij niet rijp was geweest voor deze Spelen. "Ik liep ineens 1.58,61 en haalde daarmee de limiet, maar ik was absoluut niet toe aan de Olympische Spelen. Ik ben in de jaren die volgden stabieler geworden, meer overtuigd geraakt van mijn eigen kunnen."

### Spelen van Atlanta en WK
Op de wereldindoorkampioenschappen van 1995 in Barcelona werd Jongmans vijfde op de 800 m. Dat jaar won ze op de universiade in het Japanse Fukuoka de 800 m, door de Oekraïense Svetlana Tverdokhleb (zilver) en de Britse Natalie Tait te verslaan. Bij de wereldkampioenschappen van 1995 in Göteborg sneuvelde ze in de halve finale met 2.05,11.
Het jaar erop moest ze op de 800 m op de EK indoor 1996 in Stockholm alleen de Française Patricia Djaté voor later gaan en won ze met 2.01,88 een zilveren medaille.
Op 29 juni 1996 liep Jongmans met 1.58,90, tijdens de Grand-Prixwedstrijd in Parijs, binnen de gestelde olympische limiet van 1.59,50 en plaatste zich hiermee voor de Olympische Spelen van Atlanta. Op de Spelen van Atlanta viel Jongmans in de halve finale van de 800 m uit, na de kwalificatieronde te zijn doorgekomen met 2.00,26.
Begin 1997 zegde ze af voor de WK indoor wegens tegenvallende prestaties. Op de Europacup C wedstrijd in het Deense Odense nam ze een gouden medaille mee naar huis na een winnende tijd van 2.04,73. Op de WK van 1997 in Athene drong ze voor het eerst in haar sportcarrière door tot een WK-finale. Hierin werd ze achtste en laatste in 2.05,50. Letitia Vriesde werd vierde met 1.58,12.
In 1998 was ze de Poolse Anna Jakubczak en de Finse Annemari Sandell te snel af en nam het goud mee naar huis op de Europacup B wedstrijd in het Zweedse Malmö. Bij de Golden League wedstrijd in Rome werd zij dat jaar vierde.

### Gemiste medaille op de EK's en Nederlandse estafetterecords
Bij de EK indoor van 1998 in Valencia was ze zwaar teleurgesteld toen bleek, dat ze in het Luis Puig-stadion een honderdste van een seconde tekortkwam voor een bronzen plak. Ze verweet zichzelf dat ze haar concentratie verloor na een trap tegen haar hielen van bronzenmedaillewinnares Stephanie Graf. "Ik raakte helemaal uit mijn concentratie en tot overmaat van ramp verlies je dan ook nog de bronzen plak. Als iets fout gaat, gaat alles fout en dan komt er nog zo'n Varga tussendoor waar niemand ooit van heeft gehoord [...] Graf staat bekend als bulldog. Het is schandalig hoe zij hier loopt. Vandaag had ik Europees kampioen kunnen worden. Nu heb ik helemaal niks."
Jongmans maakte vervolgens op 28 juni van dat jaar samen met Angelique Banket, Nannet Karenbeld en Ester Goossens deel uit van het nationale estafetteteam dat het Nederlandse record op de 4 × 400 m terugbracht tot 3.32,31. Tot in 2016 had zij dit record mede in handen. Het nationale record op de 4 × 800 m (8.29,70), dat zij in 1992 vestigde samen met Grete Koens, Laura Bosman en Krista Aukema, staat echter nog steeds mede op haar naam (peildatum augustus 2024).
Jongmans werd in augustus 1998 vóór de Europese kampioenschappen in Boedapest als een van de kandidates voor een plak op de 800 m gezien. Toen het erop aankwam bleef haar baan in de serie waarin zij had moeten aantreden, echter leeg. Een speurtocht door het stadion eindigde ten slotte bij de bondsarts van de Atletiekunie Els Stolk met het volgende relaas: 'Stella is te snel opgestaan toen zij haar spikes had aangetrokken. In de warmte is ze draaierig geworden en vervolgens flauw gevallen.' Jongmans: 'Toen ik de ogen opendeed, stonden er allerlei mensen aan mijn armen en benen te trekken. Ik had verschrikkelijke hoofdpijn en dacht echt dat ik dood ging. Ik was bang voor een hersenbloeding en raakte totaal in paniek.' Om haar heen hoorde Jongmans alleen maar Hongaars babbelen. Pas na een half uur werd zij gevonden door Stolk. Jongmans was zo wit als een laken en zag eruit alsof ze door een wringer was gehaald. Achteraf was het arriveren op zondag in Boedapest misschien toch te kort geweest om optimaal te acclimatiseren. Een dag later maakte de atlete bekend voorlopig geen wedstrijden te willen lopen. Eerst maar eens een bloedonderzoek instellen om de ongemakken naar boven te halen.

### Blessures en geen clementie
In 1999 heeft Jongmans te kampen met problemen van een andere orde: blessures in haar onderrug en de rechter hamstring. Hierdoor slaagt ze er niet in zich te plaatsen voor de WK in Sevilla. Ze moet 1.59,50 lopen, maar komt in de Nacht van Hechtel niet verder dan 2.02,54. Ook kan ze zich niet plaatsen voor de Olympische Spelen van Sydney in 2000, wegens twee gescheurde pezen en een stressbreuk in de rechtervoet.
Op de Fanny Blankers-Koen Games behaalde ze in maart 2001 een derde plaats op de 800 m in 2.02,19. In 2002 mocht Jongmans niet starten op de EK, omdat ze zes dagen te laat aan de limiet van 2.01,00 voldeed. Ze hoopte op clementie van de KNAU, maar kreeg deze niet. "Op de dag dat de limiettermijn van de KNAU afliep kwam ik ten val tijdens een wedstrijd in Heusden. Mijn trainer stuurde daarop een e-mail naar de bond, met het verzoek me nog een kans te gunnen om me voor het EK te plaatsen. Gezien mijn ervaring en verdiensten voor de atletieksport geen vreemde actie. Technisch directeur Henk Kort van de KNAU stuurde een bericht terug: ik kon een nieuwe kans vergeten. Terwijl ik dit seizoen de limiettijd een paar keer bijna had gehaald."
De laatste jaren van haar atletiekcarrière werd Jongmans gekweld door veel blessureleed. Zo scheurde ze tijdens een trainingskamp in de Duitse Zinnowitz een pees onder haar voet. Vandaar dat zij begin 2005 een punt achter de atletiek zette. Ze vond het tijd geworden om zich te gaan richten op een maatschappelijke loopbaan.

### Mars en Playboy
Behalve door haar atletiekprestaties kreeg Jongmans nationale bekendheid doordat zij in 1992 enige tijd in een tv-reclamespot van Mars figureerde. Ze was gekozen uit een twintigtal atleten die al door Mars werden gesponsord. In het NRC liet ze in augustus dat jaar optekenen: "Ik heb van mensen die mij al kenden gehoord dat ze er af en toe niet goed van werden, zo vaak zagen ze mij in beeld. Maar gelukkig word ik niet te vaak herkend op straat. In de film heb ik een paardenstaart. Ik heb echt een hele bos haar, zodat ik er met mijn haar los anders uit zie." Ook stond ze in augustus 1996 in een blootreportage in de Playboy.

## Kampioenschappen

### Internationale kampioenschappen
| Onderdeel | Titel                  | Jaar |
| --------- | ---------------------- | ---- |
| 800 m     | Universitair kampioene | 1995 |

### Nederlandse kampioenschappen
Outdoor
| Onderdeel | Jaar                                           |
| --------- | ---------------------------------------------- |
| 400 m     | 1996                                           |
| 800 m     | 1993, 1994, 1995, 1997, 1998, 1999, 2001, 2002 |
| 1500 m    | 1992, 1993, 1994                               |

Indoor
| Onderdeel | Jaar                                     |
| --------- | ---------------------------------------- |
| 800 m     | 1993, 1994, 1995, 1996, 1997, 2000, 2002 |
| 1500 m    | 1994, 1997                               |

## Persoonlijke records
Outdoor
| Discipline  | Prestatie | Plaats    | Datum        |
| ----------- | --------- | --------- | ------------ |
| 400 m       | 53,24 s   | Den Haag  | 1 juni 1996  |
| 800 m       | 1.58,61   | Hengelo   | 28 juni 1992 |
| 1000 m      | 2.38,10   | Stockholm | 10 juli 1995 |
| 1500 m      | 4.15,69   | Assen     | 17 juli 1994 |
| 1 Eng. mijl | 4.38,44   | Hilversum | 23 mei 1994  |
| 3000 m      | 9.29,99   | Den Haag  | 17 mei 1992  |

Indoor
| Discipline | Prestatie | Plaats   | Datum            |
| ---------- | --------- | -------- | ---------------- |
| 400 m      | 55,18 s   | Gent     | 6 februari 2000  |
| 800 m      | 2.00,6    | Erfurt   | 2 februari 2000  |
| 1000 m     | 2.39,70   | Liévin   | 18 februari 1996 |
| 1500 m     | 4.16,65   | Den Haag | 27 februari 1993 |

## Palmares

### 400 m
- 1996:  NK - 53,24 s

### 800 m
- 1989:  EK indoor junioren - 2.04,16
- 1992:  NK indoor - 2.03,45
- 1992: 6e APM te Hengelo - 1.58,61
- 1992: 5e in serie OS - 2.02,26
- 1993:  NK indoor - 2.03,99
- 1993:  NK - 2.06,65
- 1994:  NK indoor - 2.08,80
- 1994:  NK - 2.04,82
- 1995:  NK indoor - 2.02,98
- 1995: 5e WK indoor - 2.01,14
- 1995:  Universiade - 2.02,13
- 1995:  NK - 2.05,61
- 1996:  NK indoor - 2.04,16
- 1996:  EK indoor - 2.01,88
- 1996: DNF in ½ fin. OS (in serie 2.00,26)
- 1997:  NK indoor - 2.06,00
- 1997:  NK - 2.02,99
- 1997: 8e WK - 2.05,50
- 1997:  Europacup C in Odense - 2.04,73
- 1998: 4e EK indoor - 2.00,12
- 1998:  NK - 2.04,46
- 1998:  Europacup B in Malmö - 2.02,21
- 1998:  FBK Games - 2.02,19
- 1998: 4e Golden League - 2.01,28
- 1999:  NK indoor - 2.06,13
- 1999:  NK - 2.04,33
- 2000:  NK indoor - 2.03,40
- 2001:  NK - 2.07,23
- 2002:  NK indoor - 2.06,03
- 2002:  NK - 2.05,29

### 1500 m
- 1992:  NK indoor - 4.21,52
- 1992:  NK - 4.19,38
- 1993:  NK indoor - 4.16,65
- 1993:  NK - 4.19,79
- 1994:  NK indoor - 4.28,55
- 1994:  NK - 4.15,69
- 1997:  NK indoor - 4.20,50